# Общество охраны здоровья еврейского населения в Польше
Общество охраны здоровья еврейского населения в Польше (пол. Towarzystwo Ochrony Zdrowia Ludności Żydowskiej w Polsce, TOZ) — еврейская общественная организация, действовавшая в 1921—1942 и 1946—1950 годах в целях охраны здоровья еврейского населения в Польше.

## История
Общество было основано в Санкт-Петербурге в 1912 году под названием «Общество здравоохранения евреев» (ОЗЕ). Его штаб-квартира до 1921 года находилась в Петрограде, затем переехала в Берлин. После Первой мировой войны отделения общества были созданы в разных странах, в основном, в Европе. В Польше в 1921 году местное ОЗЕ было объявлено автономным и названо «Обществом охраны здоровья еврейского населения в Польше» (TOZ, ТОЗ). Президентом ТОЗ стал Гершон Левин, Самуэль Гольдфлам — почётным президентом, Лейб Вулман — генеральным секретарем. К 1923 году организация расширилась и действовала уже по всей Польше.
Целью организации было предотвращение заболеваний путём пропаганды идей профилактической медицины, гигиены, а также уход за детьми и продвижение государственного медицинского обслуживания. ТОЗ финансировалось за счёт взносов и, в начале, поддержки польских органов местного самоуправления, но со временем полностью перешло на филантропию, поддержку еврейских общин и Американского еврейского объединённого распределительного комитета (Джойнт).
К 1923 году организация расширилась и действовала уже по всей Польше. Были созданы клиники и дома отдыха для предотвращения распространения глазных, кожных заболеваний, и туберкулеза, дети получали в школах питание и им делали прививки. Также оказывалась помощь психически больным и лицам с задержкой развития, открывались больницы для неимущих евреев. Деятельность ТОЗ привела к снижению детской смертности, которая в Варшаве стала ниже уровня младенческой смертности среди нееврейского населения. Для популяризации медицинских знаний издавались брошюры и журналы (в том числе Folksgezunt и TOZ-Jedies).
Первая мировая война и еврейские погромы повысили статус организации до критически важного, в том числе и в борьбе с инфекционными эпидеями.
В 1939 году в организации функционировало более 300 лечебно-оздоровительных учреждений, в которых работало около тысячи человек. Также ТОЗ поддерживало еврейские больницы.
После начала Второй мировой войны ТОЗ пыталось продолжить свою деятельность при поддержке Джойнта, помогая жертвам голода и эпидемий, но в 1942 году по приказу немецких властей ТОЗ и все учреждения, управляемые ею, были ликвидированы.

## После Второй мировой войны
После 1945 года ТОЗ продолжало развиваться в основном в Северной Африке, Южной Америке и Израиле, где в 1960-х годах его деятельность были взяты под контроль государственной службой здравоохранения и частными организациями. В Польше ТОЗ было восстановлено осенью 1946 года в структурах Центрального комитета польских евреев (CKŻP). Были открыты отделения в 56 городах, осуществлявшие управление санаториями, детскими садами, банями и дезинфекторами во временных пунктах для репатриантов — польских евреев из Советского Союза. В 1950 году польская организация снова была ликвидирована, а учреждения, которыми оно управляло, были национализированы.